# Looza
Looza is een handelsnaam voor vruchtensappen en nectars. 

## Geschiedenis
Het bedrijf werd in 1947 opgericht in Haspengouw door Fernand de Laminne de Bex op zijn landgoed Comté de Looz. Het bedrijf heette l'Établissement du Comté de Looz (Onderneming van het graafschap van Loon). Oorspronkelijk werd gepasteuriseerde appelsap vervaardigd onder de merknaam: Jus de Looza. Vanaf 1950 werd de merknaam Looza gebruikt.
In 1958 werd de N.V. Looza opgericht en begon men te produceren in een omgebouwde suikerfabriek te Hoepertingen. Men ging een assortiment aan fruitsappen produceren, waaronder ook sappen van exotische vruchten. In 1961 ging men exporteren naar diverse West-Europese landen.
Na enkele eerdere overnames werd het bedrijf in 1998 overgenomen door PepsiCo. De fruitsappen worden verkocht in kegelvormige glazen flesjes.